# Letícia Costa
Letícia Stephanie Lima da Costa (Rio de Janeiro, 20 de abril de 1995) é uma ginasta brasileira que compete em provas de ginástica artística.

## Carreira
Letícia Costa conquistou a medalha de bronze nos Jogos Pan-Americanos de 2015, em Toronto, na categoria por equipes.